# Matías Pascual
Matías José Pascual (San Juan, 7 dicembre 1989) è un hockeista su pista argentino.

## Palmarès

### Club

#### Competizioni nazionali
- Campionato spagnolo: 8

Liceo La Coruña: 2012-2013
Barcellona: 2014-2015, 2015-2016, 2016-2017, 2017-2018, 2018-2019, 2019-2020, 2020-2021
- Supercoppa di Spagna: 6

Barcellona: 2013, 2014, 2015, 2017, 2020, 2022
- Coppa del Re: 5

Barcellona: 2016, 2017, 2018, 2019, 2022

#### Competizioni internazionali
- CERH European League: 4

Liceo La Coruña: 2011-2012
Barcellona: 2013-2014, 2014-2015, 2017-2018
- Supercoppa d'Europa/Coppa Continentale: 3

Liceo La Coruña}: 2012-2013
Barcellona: 2015-2016, 2018-2019
- Coppa Intercontinentale: 3

Liceo La Coruña: 2012
Barcellona: 2014, 2018